# 労作学校
労作学校（ろうさくがっこう、ドイツ語: Arbeitsschule）は、20世紀初頭、ドイツの教育改革運動の指導者たちが参集した帝国教育会議で、本や詰め込み型の学校とは一線を画した学校として提唱されたものである。

## 概説
労作学校の発想は、教育改革運動の中核にはあったが、その概念の発想の源には、さまざまな異質な起源が結びついていた。
フーゴー・ガウディヒ、労作学校ということで、自由で精神的な学校での学習活動のみを考えていたし、決定的学校改革者同盟のスポークスマンを持って任じたパウル・エストライヒは、学校を生産学校とみなす立場を採った。
更にゲオルグ・ケルシェンシュタイナーは、実際に身体を動かして何かをすることを重視し、それを将来の国民の育成にとって価値あることと考えた。
アドルフ・ライヒヴァインも、その「企画授業」（Vorhaben-Unterrict）という概念を提唱しており、彼もまた労作学校の代表者の1人ということもできるだろう。より広い意味においては、マリア・モンテッソーリやジョン・デューイのような人たちもすべて、国際的な視野において労作学校の代表者の中に数えられなくはない。
ともあれ狭義の労作学校は、ドイツのワイマール共和国時代への過渡期のものであることには変わりはない。今日この概念は、生徒の活動に関連付けられて、特に体験学習的な授業に限って語られることが常である。
日本の学校教育でも、玉川学園の小学部、中学部などではこれを教育の一環として取り上げ、「労作の時間」を設けていることもあり、その他の私学でもそれを取り入れている学校がある。三育学院の三育中学校、新潟の敬和学園高等学校など。

## 関連文献
- ゲオルグ・ケルシェンシュタイナー『労作学校の概念』玉川大学出版部　1965年
- August Wolff: Das Prinzip der Selbsttätigkeit in der modernen Pädagogik. Ein Beitrag zur Geschichte der Arbeitsschule (= Friedrich Mann's Pädagogisches Magazin. Abhandlungen vom Gebiete der Pädagogik, Psychologie, Philosophie und Politik. Heft 834, ZDB-ID 505477-1). H. Beyer, Langensalza 1921 (ausführliche Literaturliste; Sachregister).
- Georg Kerschensteiner, Philipp Gonon (Hrsg.): Der Begriff der Arbeitsschule. Wissenschaftliche Buchgesellschaft, Darmstadt 2002, ISBN 3-534-15195-X.
- Albert Reble (Hrsg.): Die Arbeitsschule. Texte zur Arbeitsschulbewegung. 4., verbesserte Auflage. Klinkhardt, Bad Heilbrunn/Obb. 1979, ISBN 3-7815-0412-3.
- Oskar Achs, Albert Krassnigg: Drillschule, Lernschule, Arbeitsschule. Otto Glöckel und die österreichische Schulreform in der Ersten Republik (= Pädagogik der Gegenwart. Bd. 112). Jugend-und-Volk-Verlagsgesellschaft, Wien u. a. 1974, ISBN 3-7141-5346-2.